# Proroblemma philogonia
Proroblemma philogonia är en fjärilsart som beskrevs av Dyar 1914. Proroblemma philogonia ingår i släktet Proroblemma och familjen nattflyn. Inga underarter finns listade i Catalogue of Life.